# Netelia brevicornis
Netelia brevicornis är en stekelart som först beskrevs av Joseph Augustine Cushman 1924.  Netelia brevicornis ingår i släktet Netelia och familjen brokparasitsteklar.

## Underarter
Arten delas in i följande underarter:
- N. b. temporalis
- N. b. suturalis